# Justo José de Urquiza
Justo José de Urquiza (Talar d'Arroyo Largo, avui Arroyo Urquiza Entre Ríos, 18 d'octubre de 1801 - 11 d'abril de 1870) fou un militar i polític argentí. Va exercir en diferents ocasions el càrrec de governador de la província d'Entre Ríos i també el de president de la Confederació Argentina entre 1854 i 1860.
Va començar els seus estudis al Col·legi de Ciències Morals de Buenos Aires i a la seva província es va dedicar al comerç i a l'exercici de la procuració però, prompte va demostrar afició per la vida militar i va ser incorporat a l'exèrcit com alferes de milícies.
A partir d'aquell moment, es va dedicar per complet als assumptes militars, actuant en les guerres civils, característiques de la seva època. Va lluitar a les batalles de Vences, Pago Largo i Sauce, ascendint al grau de coronel. Va participar com a polític a la Legislatura d'Entre Ríos i se'l va nomenar governador l'any 1841. Políticament va ser federal, per la seva adhesió al govern de Juan Manuel de Rosas, però el 1r de maig de 1851 es va pronunciar en contra del governant porteny, iniciant una campanya militar per tal de derrocar-lo, amb la cooperació del Brasil i de l'Uruguai (vegeu Guerra Gran), accions que han despertat controvèrsies.
Fou memorable labatalla de Caseros, lliurada el 3 de febrer de 1852, que va significar la caiguda i l'exili de Rosas.
Al maig de 1852, Justo José de Urquiza es va reunir amb els governadors de l'interior a la ciutat de Sant Nicolau i el 1r de maig de 1853 va convocar un Congrés General, el qual va dictar una Constitució Nacional. Poc més tard, fou elegit president el 20 de febrer de 1854, càrrec que va exercir fins al 1860. Durant la seva presidència destaquen els treballs realitzats sobre el transport i la immigració, els estudis i primeres contractacions de personal per la construcció del primer ferrocarril Rosario-Córdoba, amb el pensament en el transandí, van quedar establerts, com també noves línies de carruatges i diligencies, exploració de rius, sorgiment de les primeres colònies agrícoles amb immigrants estrangers, precursors de l'agricultura com una de les riqueses principals. A més, va deixar el país unificat mitjançant el pacte de San José de Flores, quedava reincorporada la província de Buenos Aires a la resta del país.
El 1860, al poc de deixar el càrrec, es va produir una guerra civil entre les províncies i Buenos Aires, lluita que va concloure amb la batalla de Pavón, en la que fou derrotat el general Bartolomé Mitre.
Urquiza va tornar a ser governador d'Entre Ríos el 1860 i també el 1868. Es va retirar de la vida pública al seu magnífic Palacio San José (avui monument històric nacional) i allà va morir assassinat l'11 d'abril de 1870 a mans de partidaris de Ricardo López Jordán.
Les seves restes descansen a la Basílica de la Immaculada Concepció, a Concepció de l'Uruguai, província d'Entre Rios, Argentina.